# Ористанио, Гаэтано
Гаэта́но Пи́о Ориста́нио (итал. Gaetano Pio Oristanio; род. 28 сентября 2002, Валло-делла-Лукания, Кампания) — итальянский футболист, полузащитник итальянской «Венеции».

## Карьера

### «Интер»

#### Начало карьеры
Начинал заниматься футболом в итальянской коммуне Роккадаспиде, откуда в юношеском возрасте футболист перебрался в академию «Пелузо». Летом 2016 года футболист перешёл в академию миланского «Интера». В миланском клубе футболист продолжал выступать на юношеском уровне, где в составе команд в возрастных категориях до 16 лет и до 17 лет становился победителем юношеских чемпионатов, а также становился обладателем юношеского Суперкубка Италии. В 2019 году футболист стал выступать за юношескую команду клуба до 19 лет. В сентябре 2019 года футболист в составе юношеской команды принимал участие в юношеской лиге УЕФА, где дважды отличился забитыми голами против юношеской команды «Барселоны» и голом против пражской «Славии». В начале 2021 года футболист продлил контракт с миланским клубом.

#### Аренда в «Волендам»
В августе 2021 года футболист на правах арендного соглашения присоединился к нидерландскому клубу «Волендам» до конца сезона. Дебютировал за клуб футболист 13 августа 2021 года в матче против клуба АДО Ден Хааг, выйдя на замену на 67 минуте. Дебютным забитым голом за клуб футболист отличился 10 сентября 2021 года в матче против клуба «Де Графсхап». На протяжении сезона футболист выступал за нидерландский клуб в роли одного из ключевых игроков, за который по итогу отличился 7 забитыми голами и результативной передачей. По итогу сезона футболист вместе с клубом стал победителем нидерландского Первого дивизиона, тем самым получив прямое повышение в Эредивизи. По окончании срока арендного соглашения футболист покинул клуб.
В июле 2022 года нидерландский клуб продлил арендное соглашение с футболистом ещё на сезон. Новый сезон футболист начал 7 августа 2022 года с дебютного матча в нидерландском чемпионате против «Гронингена», выйдя на замену на 79 минуте. Первым в сезоне результативным действием за клуб футболист отличился 14 января 2023 года в матче против клуба «Валвейк», отдав голевую передачу. Своим первым в сезоне забитым голом футболист отличился 29 января 2023 года в матче против «Гронингена». На протяжении сезона футболист выступал за клуб в роли одного из основных игроков, отличившись забитым голом и 3 результативными передачами, завершив чемпионат на четырнадцатом месте. По окончании срока арендного соглашения футболист покинул клуб.

#### Аренда в «Кальяри»
В июле 2023 года футболист на правах арендного соглашения присоединился к итальянскому клубу «Кальяри» до конца сезона с опцией возможного выкупа. Дебютировал за клуб футболист 12 августа 2023 года в матче Кубка Италии против «Палермо», выйдя на поле в стартовом составе. Дебютный матч в итальянской Серии A футболист сыграл 21 августа 2023 года против «Торино», выйдя на поле в стартовом составе. Дебютный гол за клуб футболист забил 29 октября 2023 года в матче против «Фрозиноне».

## Международная карьера
В сентябре 2018 года футболист получил вызов в юношескую сборную Италии до 17 лет. Дебютировал за сборную 7 сентября 2018 года в товарищеском матче против сборной Израиля. В октябре 2018 года вместе со сборной отправился на квалификационные матчи юношеского чемпионата Европы. Дебютный гол за сборную забил 27 октября 2018 года в квалификационном матче против сборной Андорры, также оформив дубль из голевых передач. 
В 2019 году футболист начал принимать участие в матчах за юношескую сборную Италии до 18 лет. В сентябре 2021 года в составе молодёжной сборной Италии до 20 лет отправился на матч Элитной лиге среди сборных до 20 лет. Дебютировал за сборную 2 сентября 2021 года в матче против сборной Польши, также отличившись дебютным забитым голом. В матче 15 ноября 2021 года против сборной Румынии отличился забитым дублем. 
В июне 2022 года футболист вместе с молодёжной сборной Италии отправился на квалификационные матчи молодёжного чемпионата Европы. Дебютировал за сборную 6 июня 2022 года в матче против сборной Люксембурга.